# Christa Anita Brück
Pour les articles homonymes, voir Brück.
Christa Anita Brück, de son vrai nom Christa Jaab (née le 9 juin 1899 à Liegnitz, morte le 22 février 1958 à Königstein im Taunus) est une écrivain allemande.

## Biographie
Cette fille d'un postier, après une formation commerciale, est secrétaire et sténotypiste pendant dix ans à Berlin. En 1920, elle écrit des articles pour Morgen. Ostpreußische Wochenzeitschrift.
Sous son pseudonyme, elle écrit quatre romans décrivant la situation des travailleurs à la fin de la République de Weimar. Le premier, Schicksale hinter Schreibmaschinen, est accompagné de notes de Siegfried Kracauer. Le deuxième, Ein Mädchen mit Prokura, montre les employés de banque lors de la crise des banques allemandes en 1931 ; il sera adapté par Arzén von Cserépy en 1934. Le roman policier Der Richter von Memel se passe lors du conflit entre l'Allemagne et la Lituanie autour du territoire de Memel. Le manuscrite de Wer spricht noch mit Luedemann? semble être perdu.
Elle fait partie des auteurs interdits pendant la période du national-socialisme.
En 1934, elle épouse le banquier Günther Ladisch.

## Œuvre
- Schicksale hinter Schreibmaschinen. Roman, Sieben - Stäbe - Verlag, Berlin, 1930.
  - Mademoiselle Brückner dactylo. Roman. Trad. de l'allemand par Raymond Henry (Harry d'Erlanger). Albin Michel, Paris 1950.
- Ein Mädchen mit Prokura. Roman, Sieben - Stäbe - Verlag, Berlin, 1932.
- Der Richter von Memel. Roman, Ullstein Verlag, Berlin, 1933.
- Die Lawine. Roman, Deutscher Verlag, Berlin, 1941.

## Source de la traduction
- (de) Cet article est partiellement ou en totalité issu de l’article de Wikipédia en allemand intitulé « Christa Anita Brück » (voir la liste des auteurs).